# Ровдино (Вологодская область)
Ровдино — деревня в Великоустюгском районе Вологодской области.
Входила в состав Нижнеерогодского сельского поселения, с точки зрения административно-территориального деления — в Нижнеерогодский сельсовет. В результате объединения Нижнеерогодского сельского поселения с Марденгским входит в состав Марденгского сельского поселения с административным центром в деревне Благовещенье.
Расстояние по автодороге до районного центра Великого Устюга — 40 км, до бывшего центра муниципального образования Лодейки — 1,4 км. Ближайшие населённые пункты — Выползово, Соловьёво, Рупосово, Запань, Нижний Прилук.
По переписи 2002 года население — 7 человек.